# Eri Yamamoto
Eri Yamamoto (japanisch 山本 江利 Yamamoto Eri; * um 1970 in der Präfektur Osaka) ist eine japanische, in den Vereinigten Staaten arbeitende Jazzpianistin.

## Leben und Wirken
Yamamoto bekam mit drei Jahren klassischen Klavierunterricht, mit fünf schrieb sie erste eigene Kompositionen. Im Laufe ihrer musikalischen Ausbildung lernte sie neben dem Piano auch Bratsche und Gesang. In Japan studierte sie Musikpädagogik und Komposition an der Universität Shiga und kam 1995 erstmals nach New York. Unter dem Eindruck eines Konzerts von Tommy Flanagan begann sie sich mit Jazz zu beschäftigen und übersiedelte kurz darauf in die Vereinigten Staaten. Dort setzte sie ihre Studien im Jazzprogramm der New School University fort, an der sie Unterricht bei Reggie Workman, Junior Mance und LeeAnn Ledgerwood hatte. 1997 begann sie im Avenue B Social Club im East Village aufzutreten; ab 1998 spielte sie regelmäßig im Jazzclub Arthur’s Tavern im Greenwich Village.
Neben ihrer Arbeit in der New Yorker Jazzszene tourte sie in Kanada, Europa, Japan, Jamaika und Australien. 2001 nahm sie im Trio mit John Davis (Bass) und Ikuo Takeuchi (Schlagzeug) ihr Debütalbum Up and Coming auf. Sie arbeitete ferner mit William Parker (For Those Who Are, Still, 2015), Daniel Carter, Hamid Drake, Federico Ughi, Whit Dickey (Emergence, 2009), Yves Leveille (Pianos, 2009) und Paul McCandless. 2017 leitete sie ein Trio mit David Ambrosio (Kontrabass) und Ikuo Takeuchi (Schlagzeug). Im Bereich des Jazz war sie zwischen 2001 und 2016 an 22 Aufnahmesessions beteiligt. Thom Jurel lobte in Allmusic Eri Yamamotos organisches Gespür für Swing, ihre im Post-Bop erankerten harmonischem Mittel, ihre Lyrik im Stil der Pop-Songwriter und ein klassisches Gespür für Disziplin.

## Diskografische Hinweise
- Cobalt Blue (Thirsty Ear, 2006), mit David Ambrosio, Ikuo Takeuchi
- Duologue (AUM Fidelity, 2008), mit Daniel Carter, William Parker, Hamid Drake, Federico Ughi
- Redwoods (AUM, 2008), mit David Ambrosio, Ikuo Takeuchi
- In Each Day, Something Good (AUM, 2009), mit David Ambrosio, Ikou Takeuchi
- Firefly (AUM; 2012), mit David Ambrosio, Ikuo Takeuchi
- The Next Page (AUM; 2012) dto.
- Live (2016) dto.
- Piano Solo: Live in Benicàssim (2017)
- Eri Yamamoto Trio & Choral Chameleon: Goshu Ondo Suite (AUM Fidelity, 2020)
- Eri Yamamoto Trio: A Woman With a Purple Wig (Mahakala, 2022)
- Colors of the Night (Mahakala, 2023), mit William Parker, Ikuo Takeuchi